# Rob Paulsen
Robert Fredrick Paulsen III (n. 11 martie 1956, Detroit, Michigan, SUA) este un actor de voce american. Acesta este cunoscut pentru rolurile sale în numeroase seriale de televiziune și filme animate. A interpretat vocea personajului Yakko Warner din serialul animat Animaniacii.

## Filmografie

### Filme
- Filmul cu Goofy: Peripeții în familie
- Goofy și fiul la colegiu
- Scooby-Doo îi cunoaște pe frații Boo
- Top Cat și motanii din Beverly Hills
- Rockin' Roll cu Judy Jetson
- Scooby-Doo și Vârcolacii Potrivnici
- Scooby-Doo în Nopțile Arabe
- 101 dalmațieni 2: Aventura lui Patch la Londra
- Tom și Jerry: Misiune pe Marte
- Tom și Jerry: Iute și furios
- Tom și Jerry și Vrăjitorul din Oz
- Tom și Jerry: Întoarcerea în Oz

### Seriale TV
- Animaniacii
- Laboratorul lui Dexter
- Nume de Cod: Clanul Nebunaticilor de Alături